# Baganuur
Baganuur (mongol : Багануур, signifiant « petit lac ») est l'un des neuf düürgüüds (districts ou arrondissements) d'Oulan-Bator, capitale de la Mongolie. Il est divisé en quatre khoroos (sous-districts).
Baganuur est en réalité une ville séparée d'Oulan-Bator, il s'agit d'un exclave de 620 km² la frontière des aïmags (provinces) de Töv et de Khentii. À l'origine, il s'agissait d'une base militaire de l'U.R.S.S. ayant connu un développement économique grâce à l'exploitation du charbon.

## Histoire
Baganuur a été créé à l'époque de l'URSS. À cette époque, le lieu était utilisé comme base militaire par la 12e division d'infanterie motorisée. En 1978, l'URSS y construisit la plus grande mine de charbon de Mongolie à ciel ouvert. La ville de Bagannuur était alors l'un des centres de production industrielle les plus importants de toute la Mongolie et faisait partie des dix villes les plus peuplées du pays. Des négociations sont en cours pour que le district obtienne son indépendance administrative vis-à-vis de la capitale Oulan-Bator.

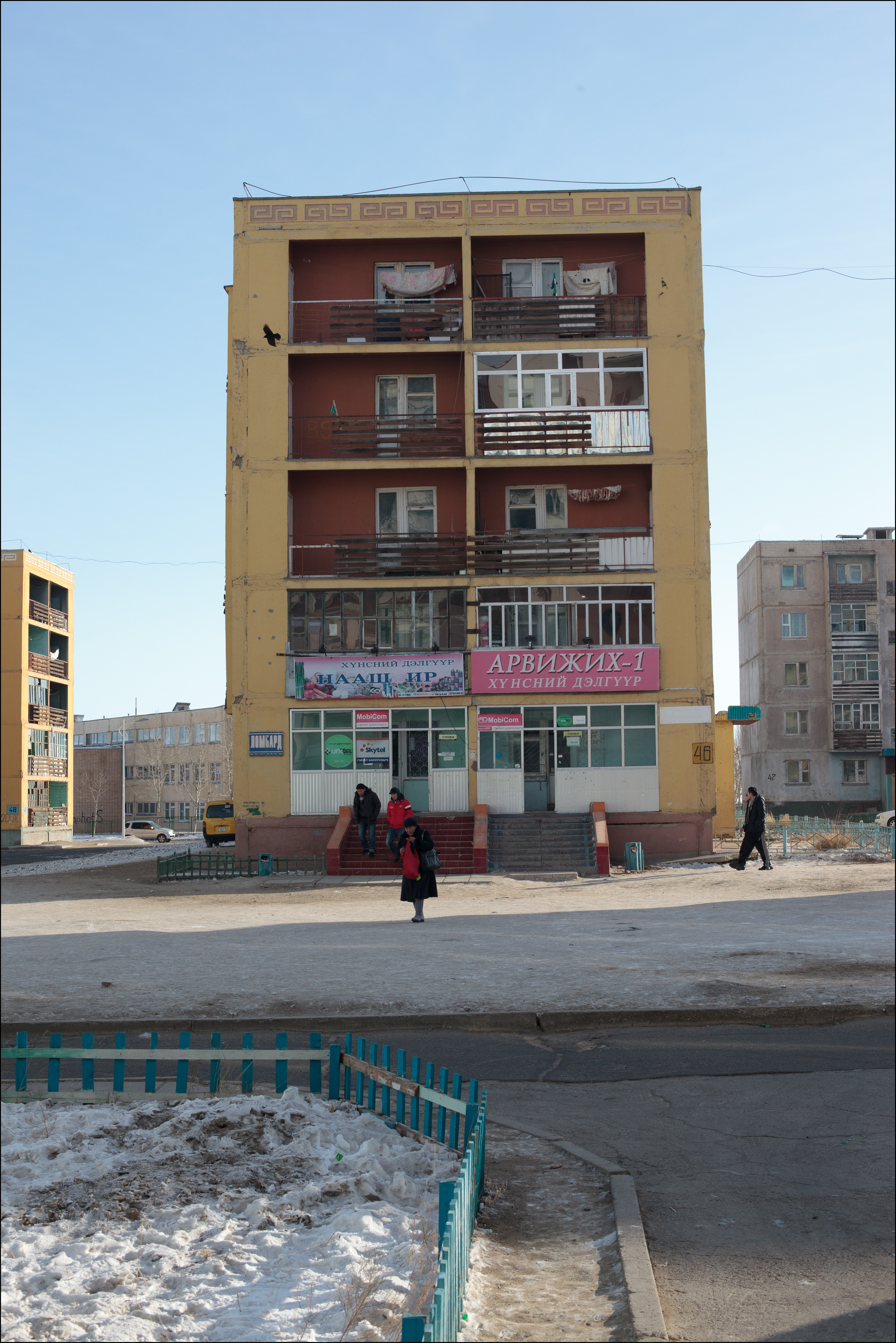
Immeuble typique de construction soviétique non loin du centre-ville. On note que le rez-de-chaussée est occupé par des petits commerces.
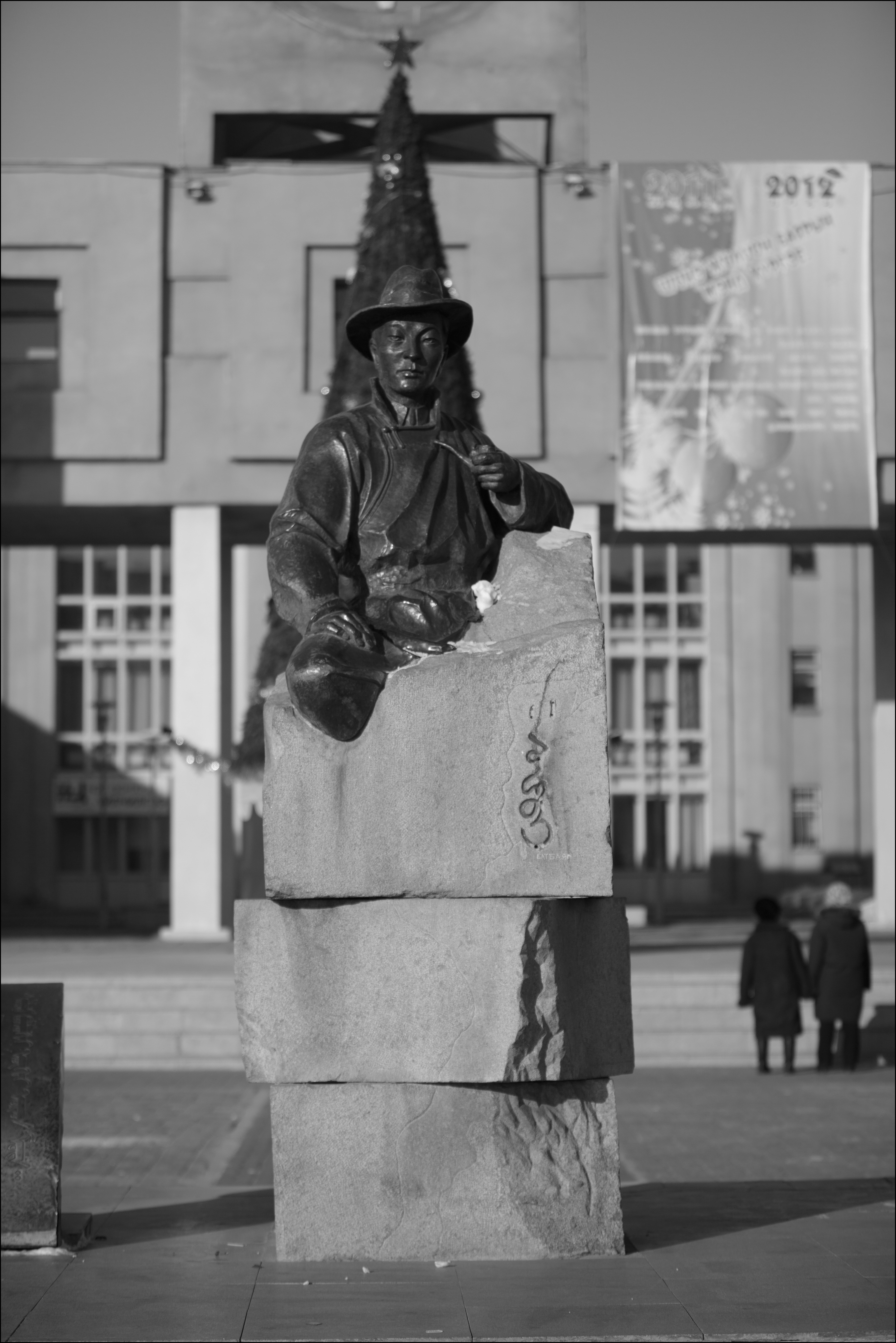
Statue du poète Borjgin Dashdorjiin Natsagdorj, qui est né non loin de la ville.
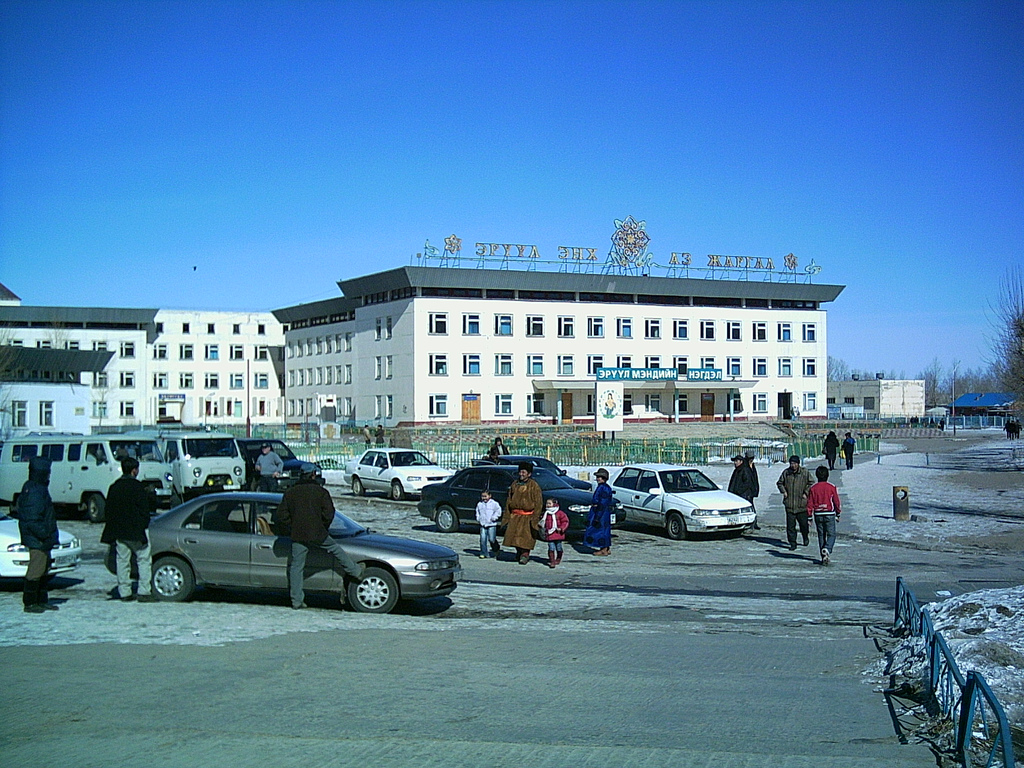
Vue de la gare routière.

## Transport
Baganuur est le terminus d'une ligne transverse du Transmongol qui connecte la ligne principale à Bagakhangai. Du fait des coûts d'exploitation sur cette ligne, les chemins de fer mongols ont interrompu le transport de passagers sur l'axe Oulan Bator - Baganuur - Oulan Bator. Néanmoins, des trains de fret utilisent la ligne pour transporter du charbon depuis Oulan-Bator vers les villes voisines. Une route pavée a été construite en 2004 pour relier Baganuur et la capitale, elle mesure 138 km de long.

## Cas d’empoisonnements au méthanol en 2008
Le 31 décembre 2007, Baganuur est devenu le lieu d'un cas d'empoisonnement massif au méthanol. Celui-ci a été causé par des méthodes de production de mauvaise qualité d'un fabricant de vodka local. 14 personnes ont été tuées et des douzaines d'autres furent hospitalisées. La vente de vodka fut interdite à Oulan-Bator pendant plusieurs jours, mettant en lumière les problèmes du pays dans le domaine de l'hygiène des aliments,.